# مگس‌جوها
مگس‌جوها (نام علمی: Myiozetetes) نام یک سرده از خانواده ژیان‌مرغ است.